# Довгеньке (Звенигородський район)
Довге́ньке — село в Україні, у Тальнівській міській громаді, Звенигородського району Черкаської області. У селі мешкає 199 людей.

## Історія
- Село постраждало внаслідок геноциду українського народу, проведеного окупаційним урядом СССР 1932-1933 та 1946-1947 роках.

## Відомі люди
Уродженцем села є Грінченко Олександр Маркович (1904-1998) — український вчений-ґрунтознавець радянських часів, доктор сільськогосподарських наук, член-кореспондент Української академії сільськогосподарських наук, заслужений діяч науки УРСР,